# Schizacme archeri
Schizacme archeri är en tvåhjärtbladig växtart som först beskrevs av Joseph Dalton Hooker, och fick sitt nu gällande namn av C.R. Dunlop. Schizacme archeri ingår i släktet Schizacme och familjen Loganiaceae. Inga underarter finns listade i Catalogue of Life.